# Джафаров, Асаф Алиискендер оглы
Джафаров Асаф (Агасаф) Алиискендер оглы (азерб. Asəf Əli İskəndər oğlu Cəfərov; 28 июля 1927, Баку — 3 апреля 2000, Баку) — азербайджанский художник. Заслуженный деятель искусств Азербайджанской ССР. Народный художник Азербайджанской ССР (1989).

## Биография
Родился в Баку, в Ичери-шехер, в семье преподавателей. Отец являлся заслуженным учителем Азербайджана. Первым наставником Джафарова стал Азим Азимзаде. С 1945 по 1950 год учился в Бакинском художественном училище.
В 1957 году окончил с красным дипломом Московский государственный академический художественный институт. Сокурсниками Джафарова являлись Таир Салахов, Эрнст Неизвестный.
В 1955 году в качестве преддипломной практики посетил Пакистан и Индию.
В 1997 году работы Джафарова попали во Всемирный каталог[значимость факта?]. Также они имеются в Третьяковской галерее, Музее восточных искусств в России, Стамбульской национальной галерее.
Творческие поездки за границу (в Италию, Австрию, Германию и другие страны) дали Джафарову возможность создать новые, полные свежести и духа времени произведения. Он принимал участие во многих международных выставках и в 1980 году завоевал Гран-при на Всемирной выставке изобразительного искусства в Австрии
Является внуком поэта Агададаша Мунири.

## Список картин
- «Апшерон» (1966 г.),
- «Селение Бузовны»,
- «Каменные заборы»,
- «Селение Маштаги»,
- «Золотые пески Абшерона»,
- «Жаркий день»,
- «Зима в Баку»,
- «Инжирный куст»,
- «Весна»,
- «Вечерний мотив».

## Натюрморты
- «Сирень» (1963 г.),
- «Кактусы»,
- «Айва»,
- «Аквариум».

## Награды
- Народный художник Азербайджанской ССР (1989)
- Гран-при на Всемирной выставке изобразительного искусства в Австрии (1980)